# Gestione del flusso del traffico aereo
La gestione del flusso del traffico aereo, o in lingua inglese Air Traffic Flow Management, abbreviato come ATFM, è una complessa struttura centralizzata creata per meglio gestire le capacità di traffico aereo per gli aeroporti ed i volumi di spazi aerei nazionali che fanno parte di EUROCONTROL, Organizzazione europea per la sicurezza della navigazione aerea.
Il cuore operativo e direzionale dell'ATFCM (Air Traffic Flow and Capacity Management) è ubicato presso la struttura logistica di Eurocontrol e coordinato dalle sue varie direzioni operative e tecniche; attraverso il braccio operativo, l'NMOC (Network Manager Operations Centre), ex CFMU (Central Flow Management Unit), analizza, pianifica e gestisce i flussi di traffico, previsto ed in atto, entro tutta l'area di responsabilità per conto dei singoli ANSP (Air Navigation Services Provider), i quali gli hanno delegato tale funzione al fine di migliorare ed uniformare la gestione del traffico aereo entro l'area di responsabilità di Eurocontrol stesso, sulla base delle capacità di traffico che gli aeroporti ed i volumi di spazi aerei nazionali sono in grado di gestire.
Compito fondamentale dell'ATFM è quindi di assicurare e mantenere una gestione dei volumi di traffico aereo sempre ottimale, limitando i ritardi, migliorando la puntualità e l'efficienza dei vettori aerei, mantenendo la gestione degli aeroporti e dei settori di spazio aereo sempre entro i limiti della capacità dichiarata; un intervento per regolarizzare la quantità di traffico aereo verrà implementato quando necessario per garantire che la tale quantità di traffico (quantificata in aeromobili per ora) non ecceda mai la capacità strutturale di un aeroporto o di un settore radar; permette inoltre di sfruttare tali capacità nel modo più efficiente.

## Necessità di impiego
Dato che solo e sempre un singolo aeromobile alla volta può decollare e/o atterrare su una pista nel medesimo momento e dato che tra successivi aeromobili deve intercorrere una minima separazione, ogni aeroporto ha una capacità massima determinata; può quindi gestire massimo un certo numero di aeromobili per ora. Tale capacità è influenzata da vari fattori, come ad esempio il numero delle piste disponibili, la disposizione delle vie di rullaggio, il livello del controllo del traffico aereo (presenza di radar o meno), ma anche la situazione meteorologica presente e/o prevista.
Le condizioni meteorologiche, in particolare modo, possono influire e causare rilevanti variazioni alla capacità oraria di un aeroporto o di un settore di spazio aereo; un temporale, ad esempio, oppure un forte vento può causare la limitazione e quindi la riduzione del numero delle piste normalmente utilizzabili in un aeroporto che lavora con più piste per l'atterraggio o anche la bassa visibilità sono fattori che portano ad un aumento della minima separazione tra successivi aeromobili in avvicinamento per l'atterraggio.
Anche il controllo del traffico aereo può accentuare tali limitazioni, dato che un controllore non può gestire più di un certo numero di aeromobili; riduzioni del personale, scioperi, le manutenzioni oppure l'avaria di uno o più apparati possono concorrere a una riduzione della capacità operativa, tanto in una torre di controllo quanto in un centro di controllo d'area.
Quando un settore di controllo raggiunge la propria capacità massima è necessario ritardare, mettere in attesa o dirottare gli aeromobili diretti in quel settore, tutti accorgimenti che causano un inutile spreco di carburante; per questo motivo risulta molto più conveniente prevedere i sovraccarichi dei settori e ritardare il decollo di quegli aeromobili che sarebbero destinati ad attendere in volo.
Ovviamente tali previsioni richiedono una conoscenza perfetta delle rotte di volo, dei settori di controllo e dei tempi di percorrenza di ogni singolo aeromobile (influenzati dal vento istantaneo); tutti calcoli che richiedono la capacità elaborativa propria dei computer.

## Come funziona
Tutti i piani di volo IFR sono tracciati dall'NMOC.
Ogni aeroporto e ogni settore di controllo in rotta ha una propria capacità massima pubblicata (anche chiamata carico di settore); quando si prevede che la capacità raggiungerà il suo limite massimo vengono attuate le procedure necessarie per ridurre il traffico nel momentro di picco e spalmarlo nel momento di minor carico.
Tali misure (quasi sempre espresse in termini di ritardo/restrizione all'orario di decollo) sono dette restrizioni al flusso di traffico, e vengono emesse in modo da ridurre il più possibile il ritardo medio.
Come esempio estremamentre semplificato, se due aeromobili sono previsti arrivare nello stesso momento allo stesso aeroporto, il quale può accogliere solo un velivolo ogni 10 minuti, saranno emesse restrizioni che impongono al primo di decollare esattamente all'orario previsto e non più tardi e al secondo di decollare 10 minuti dopo l'orario previsto, in modo da non dover attendere in volo quando giungerà a destinazione.
Nella pratica, tutto il processo è molto più complesso ed estremamente automatizzato dai calcolatori, dato che uno stesso volo può essere soggetto a più di una restrizione; un volo da Roma-Fiumicino a Londra-Heathrow potrebbe ad esempio trovare settori sovraccarichi mentre sorvola l'area di Milano, la Svizzera, o il Belgio.
In alcuni casi è possibile evitare il ritardo pianificando una rotta differente; se nell'esempio precedente la restrizione fosse dovuta solo a sovraccarichi nello spazio aereo svizzero, il volo potrà essere pianificato sorvolando la Francia e partire in orario, anche se con una rotta leggermente più lunga; in molti casi le compagnie aeree autorizzano l'NMOC ad apportare modifiche alla rotta pur di evitare ritardi in partenza.
Per capire quanto il sistema sia globale e complesso, immaginate che un volo da New York JFK a Francoforte sul Meno può subire restrizioni al decollo perché è prevista nebbia nella città tedesca 10 ore dopo, esattamente quando lui vi giungerà.
Ci sono poi voli che non possono essere soggetti a restrizioni, come ad esempio i voli di Stato, i voli ambulanza o i voli che trasportano organi da trapianto. Se qualcuno di questi voli è previsto in uno o più settori sovraccarichi le restrizioni saranno applicate ad altri aeromobili.

## Slot e Calculated Take-Off Time
L'NMOC emette i ritardi e le restrizioni sotto forma di CTOT (Calculated Take-Off Time - Orario calcolato di decollo).
Il CTOT è l'orario al quale l'aeromobile deve decollare per non incorrere in ulteriori ritardi.
Nell'area Eurocontrol viene definito un arco temporale di tolleranza di 15 minuti (da 5 minuti prima a 10 minuti dopo il CTOT) all'interno del quale l'aeromobile può comunque decollare; tale finestra temporale è conosciuta comunemente come slot.
Partenze fuori slot sono concesse solo per esigenze del Controllo del traffico aereo.
Se un volo non fa in tempo a decollare entro lo slot, l'NMOC ne assegnerà uno nuovo; in questo caso un altro volo che aveva subito una restrizione per lo stesso motivo potrebbe ricevere un miglioramento del proprio CTOT in modo da non sprecare l'aumento di capacità appena conseguito.
Il CTOT e le eventuali revisioni vengono comunicate all'esercente dell'aeromobile in tempo reale attraverso appositi canali dedicati ed eventualmente via radio dai controllori del traffico aereo.